# ساتون هوو
ساتون هوو (بالإنكليزية ساتون هوو) : موقع أثري أنجلوساكسوني يوجد بالقرب من ودبريدج الواقعة في المقاطعة الإنكليزية (سوفولك). اكتشفت فيه في عام 1939 مقبرة وقارب جنائزي، يعود تاريخها إلى بداية القرن السابع الميلادي.
عمر الموقع وحجمه وغناه وجماله وندرته وأهميته التاريخية جعلت منه واحداً من أهم الاكتشافات الأثرية في انكلترا. إذ أن اللقى الأثرية الكثيرة اتي عثر عليها في القارب تسلط الضوء على فترة مبكرة من العصور الوسطى الإنكليزية، التي كانت تعاني قبل هذا الاكتساف من قلة الوثائق والآثار.